# A régi város
A régi város (eredeti cím: Manchester by the Sea) 2016-ban bemutatott amerikai filmdráma Kenneth Lonergan rendezésében.

## Szereplők
| Szerep              | Színész               | Magyar hang       |
| ------------------- | --------------------- | ----------------- |
| Lee Chandler        | Casey Affleck         | Hevér Gábor       |
| Randi Chandler      | Michelle Williams     | Szinetár Dóra     |
| Joe Chandler        | Kyle Chandler         | Debreczeny Csaba  |
| Patrick             | Lucas Hedges          | Jéger Zsombor     |
| Patrick fiatalon    | Ben O'Brien           | Straub Martin     |
| Elise               | Gretchen Mol          | Bozó Andrea       |
| George              | C.J. Wilson           | Király Attila     |
| Hokiedző            | Tate Donovan          | Kárpáti Levente   |
| Silvie              | Kara Hayward          | Csuha Bori        |
| Sandy               | Anna Baryshnikov      | Gulás Fanni       |
| Jill                | Heather Burns         | Tarr Judit        |
| Jeffrey             | Matthew Broderick     | Lippai László     |
| Joel                | Oscar Wahlberg        | Gacsal Ádám       |
| Mr. Emery           | Stephen Henderson     | Törköly Levente   |
| Wes, Joe ügyvédje   | Josh Hamilton         | Rajkai Zoltán     |
| Mr. Martinez        | Richard Donelly       | Kajtár Róbert     |
| Mrs. Groom          | Virginia Loring Cooke | Bókai Mária       |
| Üzletember a bárban | Lewis D. Wheeler      | Szatmári Attila   |
| Üzletember a bárban | Anthony Estrella      | Pál Tamás         |
| Irene nővér         | Susan Pourfar         | Czirják Csilla    |
| Dr. Muller          | Robert Sella          | Láng Balázs       |
| Dr. Bethany         | Ruibo Qian            | Sipos Eszter Anna |
| Stan Chandler       | Tom Kemp              | Borbiczki Ferenc  |
| Suzy Chandler       | Chloe Dixon           | Azurák Hanna      |
| Karen Chandler      | Ellie Teeves          | Stern Hanna       |
| Paul                | Paul Meredith         | Haagen Imre       |
| CJ                  | Christian J. Mallen   | Jakab Márk        |
| Tűzoltóparancsnok   | Joe Stapleton         | Barbinek Péter    |
| Nyomozó             | Brian Chamberlain     | Turi Bálint       |
| Otto                | Jackson Damon         | Miller Dávid      |
| Janine              | Jami Tennille         | Hámori Eszter     |

## Filmzene
A film zenéjét többnyire Lesley Barber írta. A zenekart James Shearman vezényelte. Jacoba Barber-Rozema, Barber lánya, néhány szám alatt különleges vokált ad elő.
| 1.    | Manchester by the Sea Chorale                                    | Jacoba Barber Rozema                           | 2:20 |
| 2.    | Manchester Minimalist Piano and Strings                          |                                                | 2:19 |
| 3.    | Plymouth Chorale                                                 | Rozema, Musica Sacra Chorus and Orchestra      | 1:25 |
| 4.    | Pifa (Pastoral Symphony) (from Messiah)                          | Musica Sacra Chorus and Orchestra              | 3:00 |
| 5.    | Smoke                                                            |                                                | 1:53 |
| 6.    | Floating 149 (A Cappella)                                        | Rozema                                         | 1:53 |
| 7.    | Floating 149 (Strings Reprise)                                   |                                                | 2:20 |
| 8.    | Sonata for Oboe & Piano, 1st Movement                            | Gerhard Kanzian és Ed Lewis                    | 2:25 |
| 9.    | Manchester Minimalist Piano és Strings (Strings Reprise)         |                                                | 1:04 |
| 10.   | He Shall Feed His Flock Like a Shepherd; Come Unto Him (Messiah) | Musica Sacra Chorus and Orchestra              | 5:11 |
| 11.   | Manchester Minimalist Piano and Strings (Variation)              |                                                | 2:19 |
| 12.   | Adagio per Archi E Organo in Sol Minore                          | The London Philharmonic Orchestra              | 8:34 |
| 13.   | Smoke Reprise With Bass And Strings                              |                                                | 1:37 |
| 14.   | I'm Beginning to See the Light                                   | Ella Fitzgerald és The Ink Spots               | 2:44 |
| 15.   | Chérubin                                                         | Munich Radio Orchestra és Bavarian State Opera | 3:01 |
| 16.   | Manchester By The Sea Strings Reprise                            |                                                | 2:19 |
| 44:07 |                                                                  |                                                |      |

## Díjak és jelölések
Oscar-díj
- díj: legjobb férfi főszereplő (Casey Affleck)
- díj: legjobb eredeti forgatókönyv (Kenneth Lonergan)
- jelölés: legjobb film (Matt Damon, Kimberly Steward)
- jelölés: legjobb rendező (Kenneth Lonergan)
- jelölés: legjobb férfi mellékszereplő (Lucas Hedges)
- jelölés: legjobb női mellékzereplő (Michelle Williams)

BAFTA-díj
- díj: legjobb férfi főszereplő (Casey Affleck)
- díj: legjobb eredeti forgatókönyv (Kenneth Lonergan)
- jelölés: legjobb film (Lauren Beck, Matt Damon, Chris Moore, Kimberly Steward, Kevin J. Wals)
- jölölés: legjobb női mellékszereplő (Michelle Williams)
- jelölés: legjobb vágás (Jennifer Lame)
- jelölés: David Lean-díj a legjobb rendezőnek (Kenneth Lonergan)

Golden Globe-díj
- díj: legjobb férfi főszereplő – filmdráma (Casey Affleck)
- jelölés: legjobb film – filmdráma
- jelölés: legjobb női mellékszereplő (Michelle Williams)
- jelölés: a legjobb filmrendező (Kenneth Lonergan)
- jelölés: a legjobb forgatókönyv (Kenneth Lonergan

## Fordítás
- Ez a szócikk részben vagy egészben  a   Manchester by the Sea (film) című angol Wikipédia-szócikk fordításán alapul.  Az eredeti cikk szerkesztőit annak laptörténete sorolja fel. Ez a jelzés csupán a megfogalmazás eredetét és a szerzői jogokat jelzi, nem szolgál a cikkben szereplő információk forrásmegjelöléseként.